# Русских, Наталья Александровна
Наталья Александровна Русских (6 июля 1985, Чкаловск, Таджикская ССР) — российская футболистка, выступавшая на позициях полузащитника и защитника. Серебряный призёр Всемирной Универсиады, пятикратная чемпионка России и пятикратная обладательница Кубка России. Мастер спорта России международного класса по футболу (2008), мастер спорта России по футзалу (2007).

## Биография
Родилась 6 июля 1985 год в городе Чкаловск Таджикской ССР. Футболом начала заниматься в 19 лет, первым тренером был Александр Григорян, наставник тольяттинской «Лады». За тольяттинский клуб начала выступать с сезона 2004 года, в первом же сезоне завоевав титул чемпиона и обладателя Кубка России. В следующем сезоне «Лада» завоёвывает серебро национального первенства. 9 августа 2005 года Наталья вместе со своим клубом дебютирует в турнире Женской Лиги чемпионов УЕФА — в первом матче со счётом 3:0 было повержено боснийское «Сараево»; в этом турнире «Лада» дошла до второго этапа, но не смогла пробиться в четвертьфинал. В 2006 году Григорян покидает «Ладу» и ведущие спортсменки уходят из клуба. Русских переходит в «Приалит». Сезон 2007 года Русских проводит в «Химках», за которые отметилась одним голом.
В 2008 году переходит в «Россиянку», в составе которой выступает до конца 2012 года. В составе клуба из Красноармейска Наталья Русских становится ещё дважды чемпионом России (2010, 2011/2012), трижды обладателем Кубка России (2008, 2009, 2010), а также два раза завоёвывает серебряные награды (2008, 2009). Сезон 2012/2013 года Русских начинает в составе «Россиянки», но затем в ходе чемпионата переходит в другую подмосковную команду — «Зоркий». В составе клуба из Красногорска Русских выигрывает первенство России 2012\2013, а также становится обладателем бронзовых наград чемпионата 2013 и серебряных — чемпионата 2014.
Обладатель серебряных наград Универсиады 2007 года в Бангкоке. В составе национальной сборной России Наталья Русских дебютировала 29 мая 2008 года в игре отборочного турнира к чемпионату Европы против сборной Израиля. Русских вышла на поле в основном составе, а игра закончилась победой россиянок со счётом 4:0. В 2009 году выступала за сборную России на Универсиаде в Белграде, где россиянки заняли пятое место.
В 2012 году закончила Московскую государственную академию физической культуры, факультет физической культуры и спорта по специальности «Специалист по физической культуре и спорту». Не замужем, детей нет.

## Достижения
- Чемпионка России: 2004, 2006, 2010, 2012, 2012/2013
- Обладательница Кубка России: 2004, 2006, 2008, 2009, 2010
- Серебряный призёр Всемирной Универсиады: 2007